# 呂厝駅
呂厝駅（りょさくえき、閩南語:Lū-chhù tsām）は、中華人民共和国福建省廈門市湖里区江頭街道呂厝社区嘉禾路と湖浜北路の交差点にある、廈門軌道交通の駅である。1号線と2号線が乗り入れ、両路線の接続駅となっている。

## 歴史
- 2017年12月31日1号線の駅として開業。

## 駅構造
島式ホームの地下3層構造の駅である。

### のりば
| 番線 | 路線              | 方面                                      | 行先        |
| ---- | ----------------- | ----------------------------------------- | ----------- |
|      | 廈門軌道交通1号線 | 誠毅広場・集美大道・天水路・廈門北駅 方面 | 岩内 行き   |
|      | 廈門軌道交通1号線 | 文竈・将軍祠・中山公園・鎮海路 方面       | 鎮海路 行き |
|      | 廈門軌道交通2号線 | 鼎美・馬鑾中心・体育中心・育秀東路 方面   | 天竺山 行き |
|      | 廈門軌道交通2号線 | 嶺兜・何厝・両岸金融中心・鍾宅 方面       | 五縁湾 行き |

### 改札・出入口
- 1号出入口：
- 8号出入口：エスカレーター・嘉禾路・冠宏花園

## 隣の駅
廈門軌道交通
■1号線
蓮花路口駅 - 呂厝駅 - 烏石浦駅
廈門軌道交通
■2号線
育秀東路駅 - 呂厝駅 - 江頭駅